# نیلز روتن
نیلز روتن (انگلیسی: Nils Rütten؛ زادهٔ ۲۰ ژوئیهٔ ۱۹۹۵) بازیکن فوتبال اهل آلمان است.
از باشگاه‌هایی که در آن بازی کرده‌است می‌توان به باشگاه فوتبال آینتراخت برانشوایگ اشاره کرد.